# Komtoèga
Komtoèga là một tổng thuộc tỉnh Boulgou ở phía đông Burkina Faso. Thủ phủ là thị xã Komtoèga. Theo điều tra dân số năm 1996, tổng này có tổng dân số 18.917 người.

## Các thị xã và làng xã
- Tỉnh Komtoèga (5 038 dân) (thủ phủ)
- Dega (1 479 dân)
- Goghin (1 361 dân)
- Goulanda (2 410 dân)
- Komtoega-Peulh (412 dân)
- Pissy (539 dân)
- Samsagbo (1 679 dân)
- Toece (1 139 dân)
- Womzougou (968 dân)
- Yaganse (890 dân)
- Yaoghin (362 dân)
- Yelboulga (683 dân)
- Zoumtoega (1 957 dân)